# Vallée de Villé
 (novembre 2015).
La vallée de Villé ou val de Villé est situé dans le département du Bas-Rhin et compte environ 10 300 habitants. Villé en est le bourg principal, chef-lieu et centre névralgique de la vallée.

## Géographie
Les vallées de Villé, de la Bruche et de Sainte-Marie-aux-Mines constituent les trois grandes vallées des Vosges moyennes pour le versant alsacien. Le val de Villé est séparé de la vallée de la Bruche par le massif du Champ du Feu (1 100 m) et le Climont (970 m) qui se trouvent au nord et à l'ouest de la région. Le col de Steige permet de relier vallée de la Bruche et val de Villé. Au sud, le massif de l'Altenberg (854 m au rocher du Coucou) et les hauteurs de Schlingoutte (830 m) dominent la vallée de la Hingrie un hameau de (Rombach-le-Franc). Le val de Villé conflue avec cette dernière peu avant leur débouché commun dans la plaine d'Alsace à hauteur de Sélestat. À l'est, le val de Villé est séparé de l'Ungersberg (901 m) et du Bernstein (662 m au Dachfirst) surplombent le vignoble de la région de Dambach-la-Ville et la plaine du centre Alsace.
Le val de Villé, fut une voie de passage très fréquentée au cours de son histoire, car la vallée communiquait avec les régions limitrophes par de nombreuses routes. Les routes rejoignent aisément les plaines de Sélestat et de la Moyenne Alsace grâce à l'ancienne route du sel. Une autre route rejoint Villé au vignoble barrois et sépare l'Ungersberg et le massif du Bernstein. D'autres routes permettent d'accéder à d'autres villages. Par le col du Kreuzweg (768 m) on arrive au vallon d'Andlau-Le Hohwald. Le col de la Charbonnière (961 m) donne accès aux localités du Ban de la Roche. Le col d'Urbeis (603 m) domine le versant lorrain des Vosges permettant de rejoindre Lubine et la ville de Saint-Dié. Par le col de Fouchy on rejoint directement le village de Rombach-le-Franc et tout le val d'Argent.

### Topographie

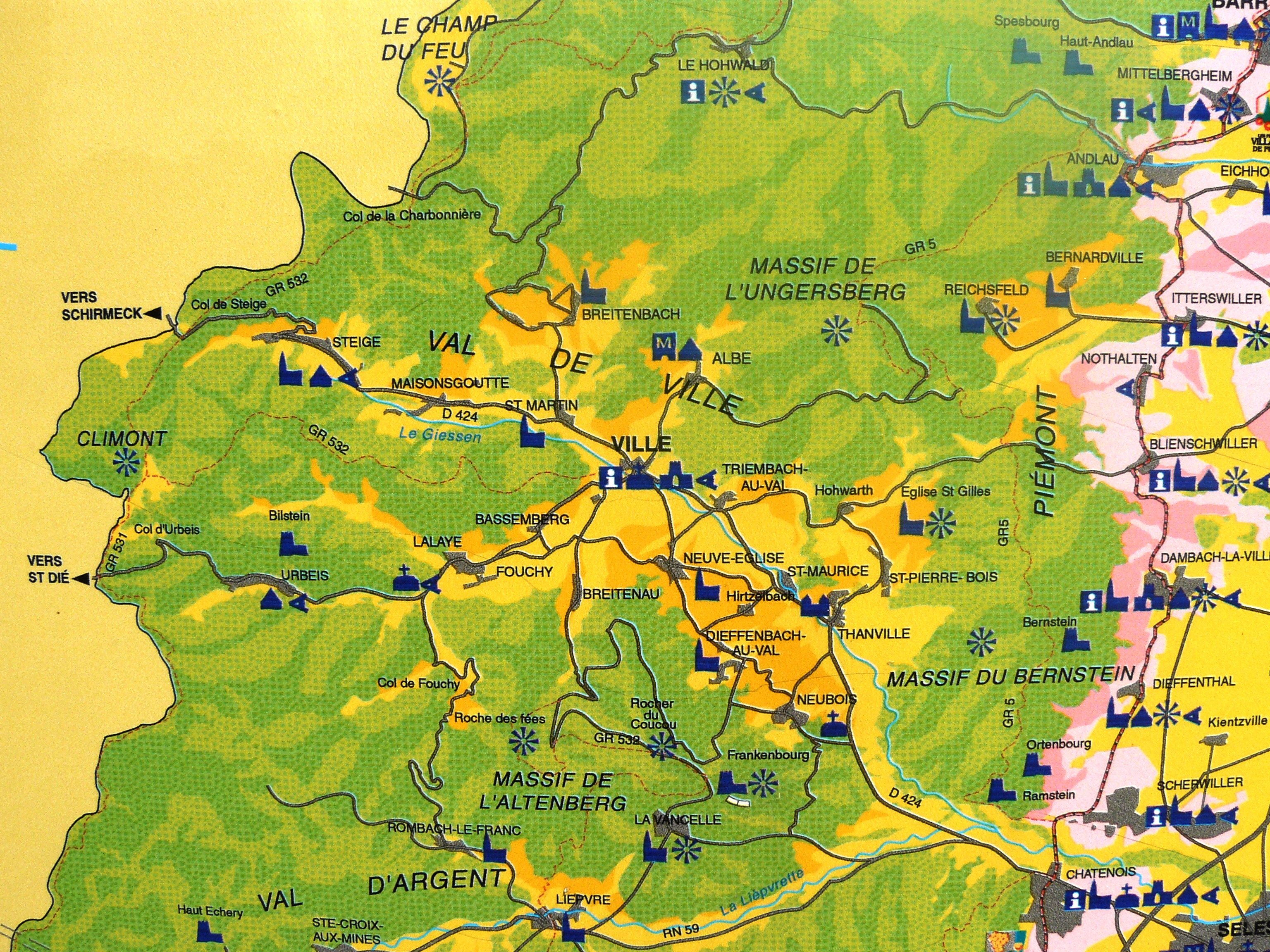
Plan du val de Villé

À 50 km au sud de Strasbourg, au cœur de l'Alsace, le val de Villé et ses paysages mènent des contreforts de la plaine d'Alsace aux sommets de la ligne bleue des Vosges. Son entrée est commune à l'entrée du val d'Argent.
La vallée de Villé n'est pas constituée d'une seule branche mais comporte plusieurs embranchements :
- entre Thanvillé et Saint-Pierre-Bois ;
- entre Villé et Breitenbach ;
- entre Villé, en passant par Urbeis jusqu'au pied du Climont ;
- entre Villé et Steige.

### Sommet
Le Climont atteint 965 m d'altitude.

### Hydrographie
Le val de Villé est parcouru par divers ruisseaux mais surtout par la rivière collectrice, le Giessen qui prend sa source dans le massif des Vosges, à 590 m d'altitude au lieu-dit Faîte au pied du Climont à Urbeis. Le val de Villé est drainé par le Giessen (anciennement la Scheer) dont les deux branches confluent à Villé. Le Giessen de Steige et le Giessen d'Urbeis prennent tous deux leur source sur les flancs du Climont, à environ 700 mètres d'altitude. Ce même sommet donne également naissance à la Bruche et à la Fave sur son versant occidental. Le Giessen recueille les fortes précipitations de la partie montagneuse : les réseaux en entonnoir du Breitenbach et de l'Erlenbach descendus du Champ du Feu et de l'Ungersberg, le ruisseau de Charbes, issu de la Honel et du Mont, le ruisseau de Froide Fontaine et le Luttenbach, ce dernier drainant une partie du massif de l'Altenberg.

### Climat
Le climat du val de Villé est semblable à celui de l'Alsace, quoique plus humide, mais les précipitations restent inférieures à la moyenne nationale, tout comme la durée d'ensoleillement. C'est un climat « semi-continental d'abri » avec des hivers froids à très froids et des étés chauds à très chauds du fait de la non-circulation d'air bloqué par la barrière vosgienne.

### Faune

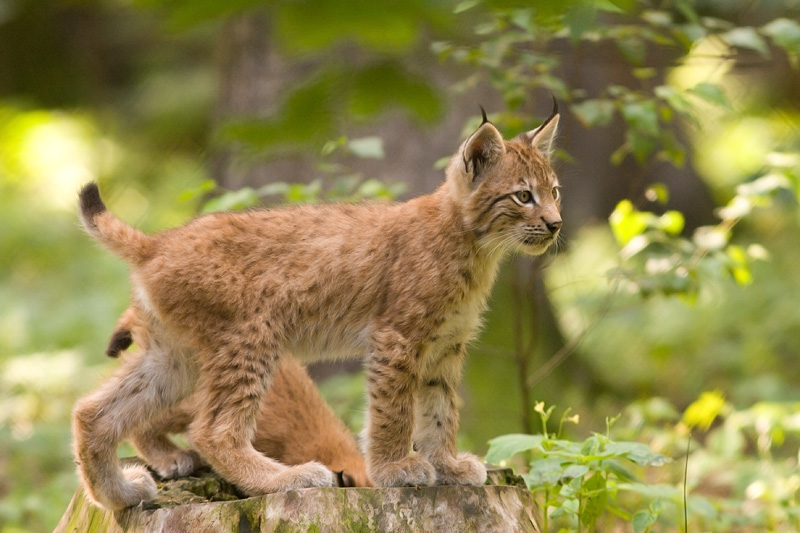
Un jeune lynx.

Dans les massifs et sur les hauteurs de la vallée, il est possible de rencontrer le lynx. Celui-ci a été réintroduit et la population totale est encore faible. On y trouve aussi différents animaux tel le cerf, le chevreuil, le renard, etc.

### Flore
À partir de la deuxième moitié du XIXe siècle, des plantations d'épicéas ont été créées. Elles font suite à la déprise agricole puis à un exode rural favorisé par le déclin du textile.
Actuellement, différents programmes de défrichement sont réalisés afin de « rouvrir » le paysage devenu hostile. Les prairies réapparaissent et la forêt connaît une diversification de ses espèces avec l'accroissement des surfaces boisés en feuillus, comme le chêne ou le châtaignier. Parallèlement, les actions visant à sauvegarder les vergers semblent porter leur fruit.

### Géologie

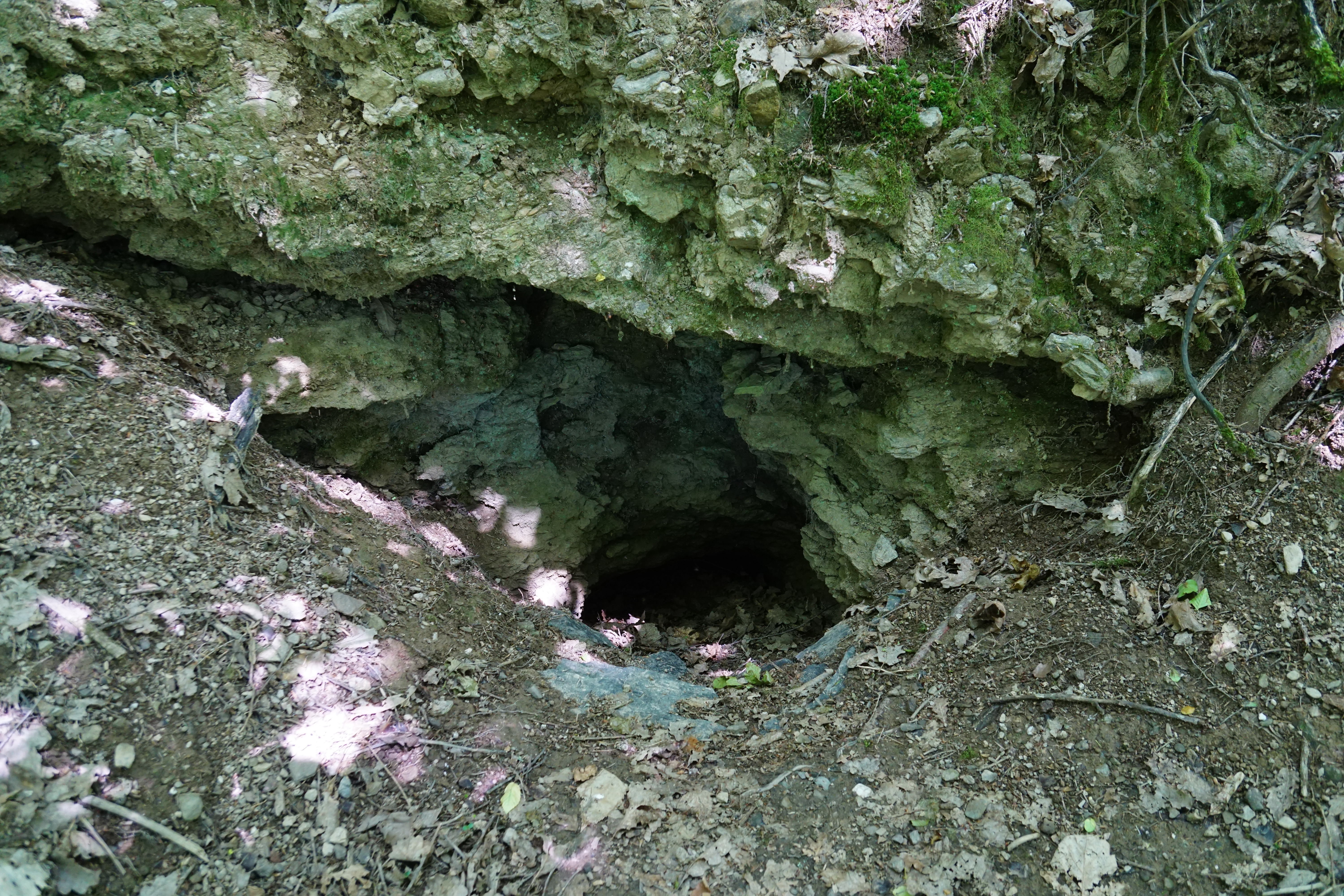
Entrée d'une galerie de mine des houillères de Lalaye.

La vallée repose sur un gisement houiller situé entre le grès rouge et les roches du terrain de transition, qui fait partie du Bassins houillers des Vosges et du Jura. Daté entre le Stéphanien (Carbonifère) et le Permien, il est composé d'une multitude de petits bassins sédimentaires, à faible couche de houille, disséminés dans le massif des Vosges, dont les principaux se trouvent aux alentours de la vallée de Villé. La plupart des mines ont fonctionné entre le milieu du XVIIIe siècle et la fin du XIXe siècle. La grande majorité des travaux de recherche et d'extraction sont entrepris au cours de la première moitié du XIXe siècle.
De nombreuses mines métalliques existent également.

## Histoire

### Préhistoire

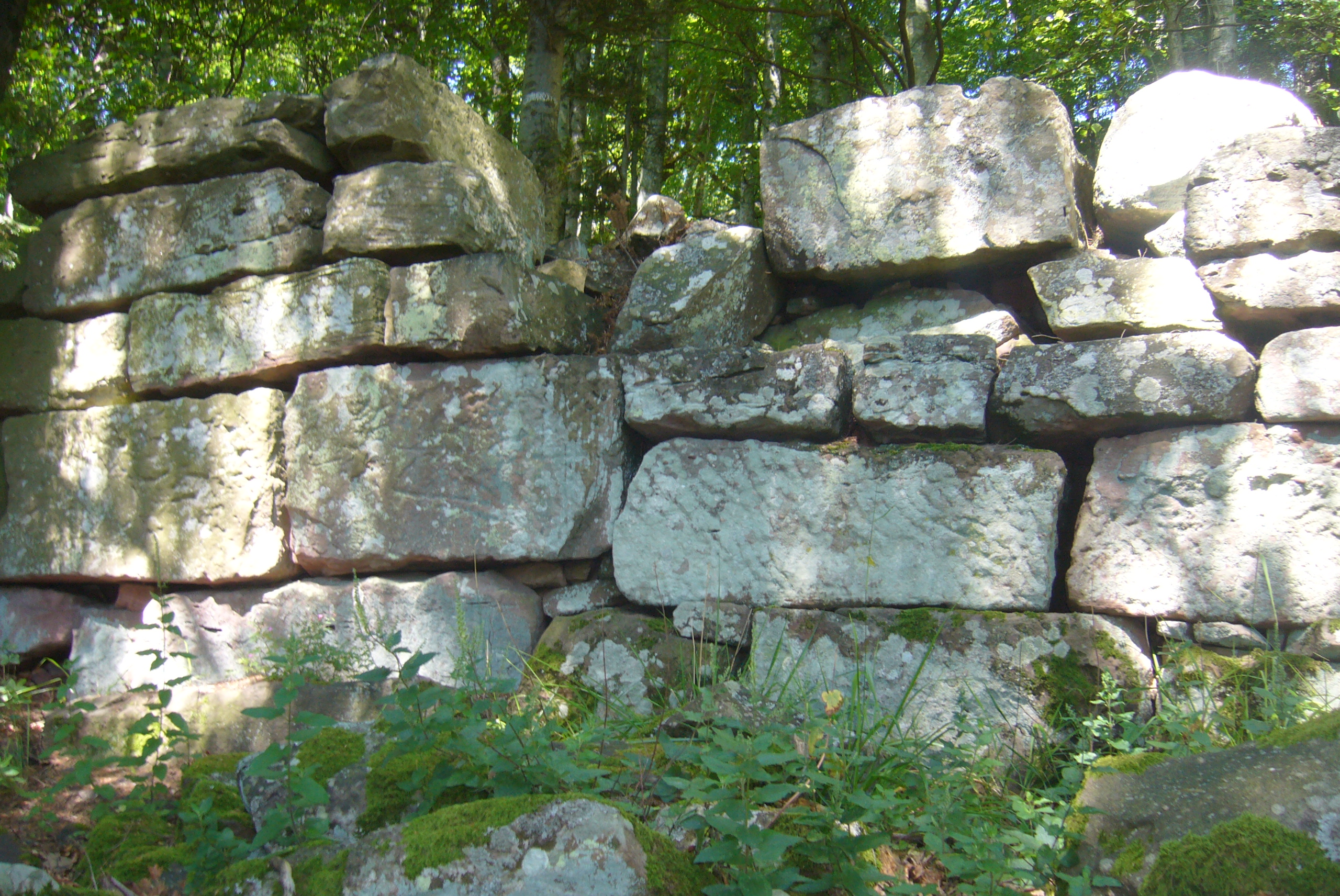
Mur païen près du château de Frankenbourg.

Vers la fin du Bronze ancien, début du Bronze moyen (1500 avant Jésus-Christ), des peuplades protoceltes venues du plateau du Souabe s'installent dans la vallée. Une communauté se fixe probablement sur le mont Sainte-Odile (appelé Altitona). Le fameux mur païen date-t-il de cette époque ? Dans l'état actuel de nos connaissances, et faute de trouvailles importantes, on en peut pas l'affirmer Il semble que la construction de ce mur soit intervenue entre l'âge du bronze et l'âge du fer, voire sous le Bas-Empire. La datation des enceintes du Schlossberg, portant le château du Frankenbourg relève de la même certitude. Le mur aujourd'hui le mieux conservé, qui entourait jadis la montagne sur 600 m de long à 80 m environ du rocher central, présente encore quelques tronçons facilement repérables sur les flancs nord-ouest et sud. Ce sont des blocs de grès extraits sur place et soigneusement travaillés. Ils sont assemblés selon la technique des « queues d'aronde », encore parfaitement visibles sur les pierres en place et alentour. La technique est identique à celle utilisée à Sainte-Odile. La proximité des deux sites et ses similitudes permettent de penser que les deux enceintes sont contemporaines l'une de l'autre. Les archéologues du siècle dernier signalent l'existence de deux autres enceintes au Sclossberg, nettement moins bien conservées. Un premier amoncellement mégalithique entourait les côtés sud, ouest et nord du cône, juste au pied du rocher qui porte le château et la basse-cour. La seconde se situerait plus bas sur le versant, directement au-dessus du collet qui sépare le Schlossberg du rocher du Coucou. Ce dernier sommet aurait, lui aussi possédé une telle enceinte au moment des travaux liés à l'installation d'un relais de télévision.

### L'époque romaine

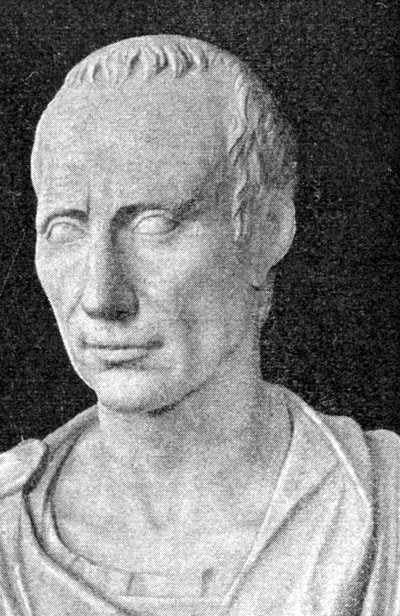
Jules César - Musée du Vatican, Rome

À la fin de l'été 58 avant Jésus-Christ, Jules César foule les terres d'Alsace avec six légions. Sa victoire sur Marcoman Arioviste, peut-être près de Wittelsheim, fait passer la région dans les possessions romaines. L'année suivante, Titus Labiénus occupe les Pays-Bas, c'est-à-dire les territoires des Triboques et des Médiomatriques comprenant la vallée de la Scheer, le futur val de Villé. Cette vallée se trouve quelques décennies plus tard sur la frontière entre la "Germania Supérior", à l'est, et à la "Grande Belgique" à l'ouest. Cette limite épousait déjà la crête des Vosges. Depuis la nuit des temps, il existait des passages permettant de relier les Vosges et la plaine d'Alsace. La piste la plus ancienne est celle passant par le col d'Ursbeis et la vallée de la Meurthe. Mais la voie la plus importante est toutefois constituée par la route du Sel ou des Saulniers (Strata Salinatorum), parfois improprement appelée route des Sarmates. La présence romaine dans la vallée est attesté par quelques rares trouvailles archéologiques découverts aux XIXe et XXe siècles. La route proprement dite passait par Villé (croisement RD 424 et CD 439), lors des canalisations effectuées en 1971. On retrouve à cette époque un dallage en grès reposant sur un lit de sable noir et boue enfouie à 1,50 m de profondeur. La chaussée est recouverte de plusieurs couches de matériaux d'empierrement.

### Les invasions des Alamans
Les Alamans profitent de la faiblesse numérique des troupes romaines pour prendre pied dans la région dès le IIIe siècle. Ils s'infiltrent d'abord par la plaine, jusqu'au pied des Vosges, pour gagner par la suite les vallées jusqu'au Sundgau. Malgré les conflits avec les Francs, les Alamans finissent par cohabiter, y compris avec les « gallo-romains » restés sur place, chacun appliquant ses propres lois et coutumes.

### La christianisation

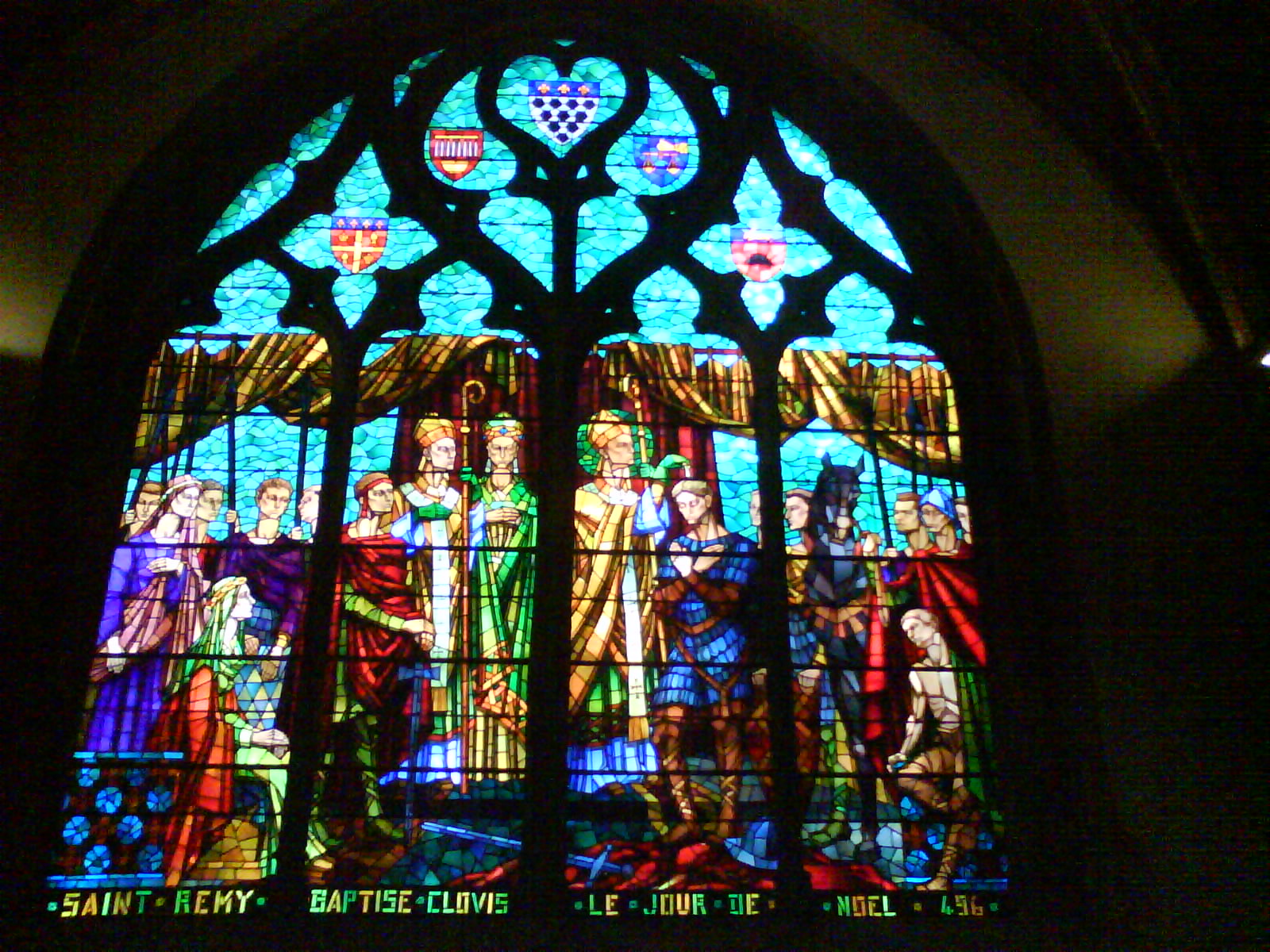
Saint Remi baptise Clovis - Vitrail de l'église Saint-Bonaventure, à Lyon, France

Les auteurs ne sont pas d'accord sur l'époque de l'introduction du christianisme en Alsace. D'après Herzog, ce fut soixante ans après la naissance de Jésus-Christ que saint Materne vint prêcher la religion chrétienne en Alsace. Cependant cette province ayant été, plus qu'aucune autre exposée aux attaques incessantes des peuples barbares, la nouvelle religion doit y avoir éprouvé de grandes vicissitudes et n'a commencé à fleurir qu'après la victoire de Clovis en 496. C'est ce roi qui, selon la tradition, jeta les premiers fondements de l'église Notre-Dame de Strasbourg en 504.
La christianisation est l'œuvre des Francs, soutenus par les moines irlandais. Clovis reçoit le baptême des mains de saint Remi à Reims. Ses quatre fils tout en se livrant à des guerres fratricides, se partagent le royaume. L'actuel val de Villé est alors intégré au royaume d'Austrasie (Lorraine), bénéficiant d'une organisation plus cohérente due à des préoccupations militaires. Le duché d'Alémanie, sur la rive droite du Rhin, s'étant émancipé de la tutelle mérovingienne, il importait de créer sur le fleuve un « territoire tampon ». Cette unité militaire apparaît constituée vers 640 : c'est le duché de Lorraine. Le moine Frédégaire évoquait déjà Alesacius en l'an 613.

### Le duché d'Alsace
Pour un article plus général, voir Duché d'Alsace.
On ne sait pas grand chose sur les premiers ducs d'Alsace, Gundoinus et Boniface. Leur successeur est plus connu. Il s'agit de d'Aldaric (également appelé Ethicho, Athicus, Adabricus, etc.)  qui vers 675, fonde au bénéfice de sa fille, sainte Odile, le couvent d'Altitona (Hohenbourg) dont elle devient la première abbesse. Odile peuple l'abbaye de moniales issus de la noblesse du pays, qui pratiquent la laus perennis, c'est-à-dire la prière ininterrompue. Allié à Pépin de Herstal, maire du palais d'Austrasie et qui s'empare de la Neustrie. Adalric consolide son duché.  On ne sait pas si la vallée du Giessen compte parmi ses propriétés, tout au plus peut-on le supposer au vu de la proximité géographique. Ce duché des ducs d'Alsace inquiétait, puis fut supprimé par Charles Martel. La province fut gouvernée par deux landgraves, dont l'un administrait le Sundgau (Suggentenses, ou la Haute Alsace) et l'autre le Nordgau (Nortgova, ou Basse Alsace).

### Les communautés monacales

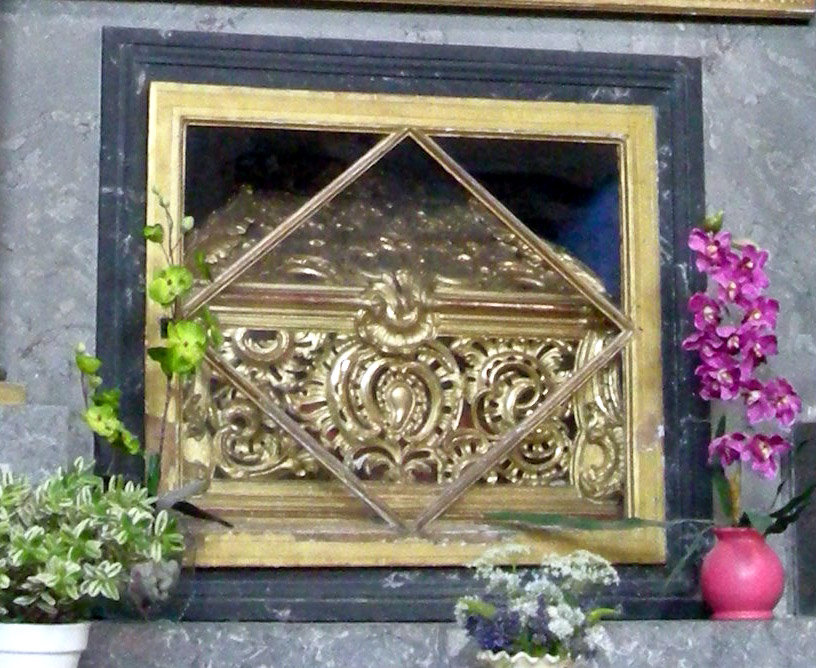
Châsse de saint Hydulphe à l'abbatiale de Moyenmoutier

Soutenue par le pouvoir mérovingien, puis les Carolingiens les moines irlandais gagnèrent toute la province, évangélisant la population. Le val de Villé se voit bientôt entouré par trois abbayes d'importance historique. Ebersmunster dans le Ried sélestadien déjà fréquenté par les Celtes (Novientum) et les Romains (temple de Mercure). Son site a été attribué à Saint-Dié en vertu d'une invention d'un chroniqueur du XIIe siècle.  Ebersmunster, son monastère et l'église carolingienne seront richement dotés par l'aristocratie alsacienne. Une charte de 1042, un faux[réf. nécessaire], prétend que des biens situés autour de Thanvillé ont été donnés au monastère par Aldaric.
Sur le versant ouest des Vosges s'installe Hydulphe (transformé ultérieurement en Idoux). Originaire du Norique, entré dans les ordres à Ratisbonne, puis évêque coadjuteur de Trèves, il se retire dans la vallée du Rabodeau et y fonde un premier monastère : Medium Monasterium (Moyenmoutier), medium parce que situé entre les abbayes de Senones et d'Étival. Hydulphe et ses successeurs, comme il est d'usage, créent une nébuleuse de celles monastique, à proximité et sur des domaines plus lointains. Selon la légende, sainte Odile aurait été baptisée par Hydulphe, mort en 707, dont le corps est déposé dans un sarcophage encore visible à l'oratoire Saint Grégoire du couvent. Moyenmoutier bénéficie de nombreuses donations, en particulier d'importants domaines situés dans la vallée Albertine, dénomination du val de Villé au Moyen Âge.

### L'abbaye de Moyenmoutier
Moyenmoutier possède des biens dans la vallée Albertine. Un faux diplôme de 1114 mentionne une celle monastique de Moyenmoutier à Sancti Petri ad nemus (Saint-Pierre près du bois), qui devient ultérieurement le pèlerinage de Saint Gilles introduit par les cisterciens de Baumgarten. La chronique d'Ebersmunster, avec toutes les réserves qu'elle inspire aux historiens, rapporte qu'au Xe siècle, selon la tradition, deux frères, cohéritiers d'un domaine dans le val de Villé en donnent chacun la moitié, l'un à Ebersmunster (Saint-Maurice), l'autre à Moyenmoutier (Thanvillé ou Saint-Pierre-Bois). Saint-Pierre-Bois/ Petersholtz y trouverait ainsi son étymologie : "le bois de Saint Pierre" qui est le patron de Moyenmoutier.

### La légende de Déodat

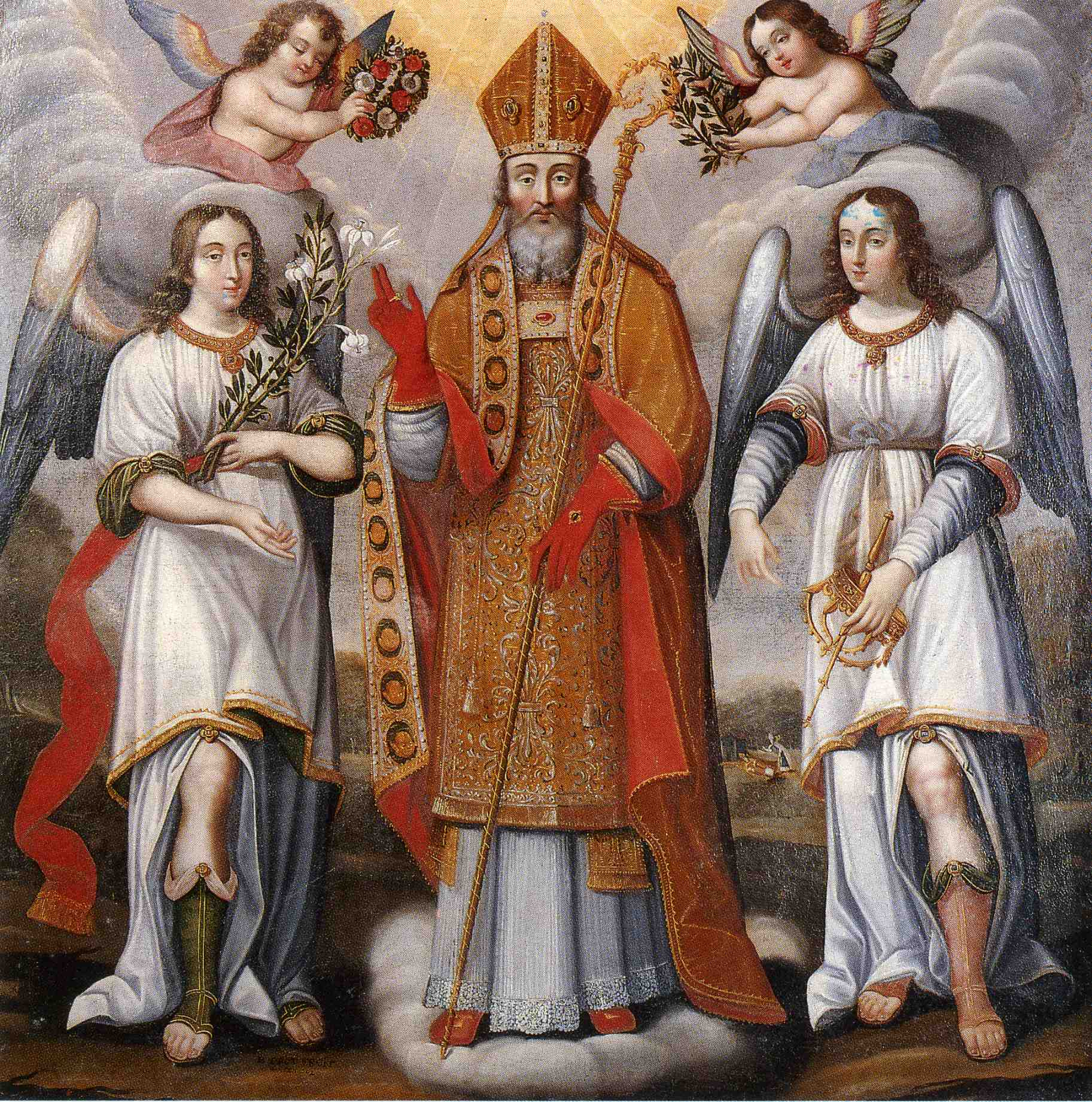
La glorification de saint Déodat (B. Prot, 1662).

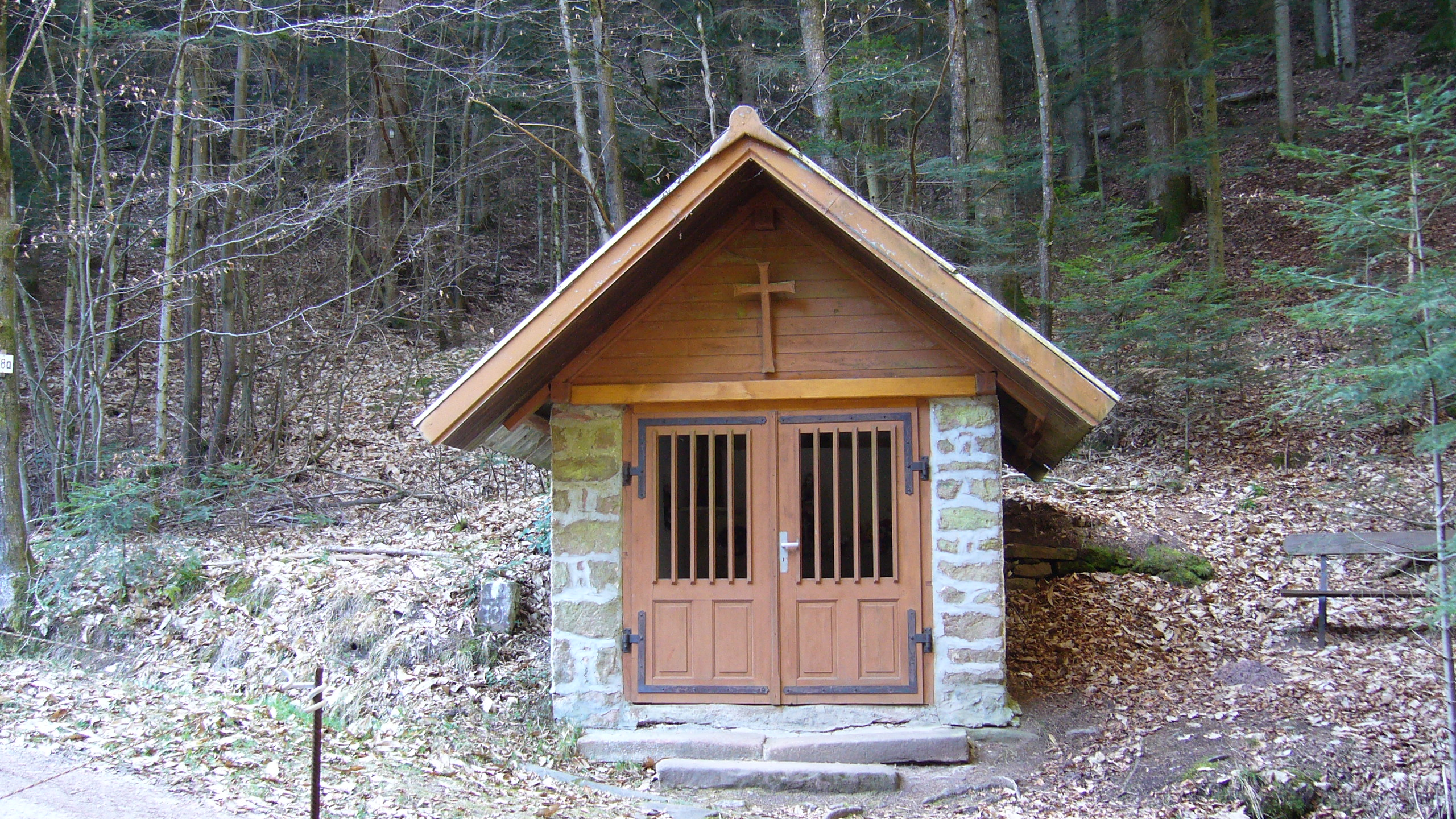
Chapelle du Bonhomme ou Saint-Dié située dans la forêt de Breitenau.

D'après la légende, Déodat ou Dié, aurait été un évêque de Nevers issu d'une célèbre famille franque. D'autres voient en lui un moine irlandais (l'épithète Nivermensis, de Nevers, étant une mauvaise transcripteur de Hibernensis irlandais). La participation de Saint Dié et la fondation de l'abbaye d'Ebersmunster est considérée aujourd'hui par les historiens comme une pure invention d'un chroniqueur, peut-être pour ajouter une touche de prestige à l'histoire du couvent. Déodat se retire en ermite dans le val de Galilée où il construit vers 669, au confluent du Robache et de la Meurthe, un oratoire en l'honneur de Saint Martin, puis un monastère observant la règle de saint Benoît et de Saint Colomban. Les relations de Saint-Dié avec l'Alsace suivent presque exclusivement la route du col du Bonhomme qui rappelle d'ailleurs sa mémoire : Meiwihr, Ingersheim, Mittelwihr. L'abbé L.G. Gloeckler dans son ouvrage intitulé Saint Déodat relate que le saint se serait reposé au sommet du Chalmont avant de rejoindre le val de Villé pour se rendre au monastère de Novientium où il aurait rencontré saint Arbogast et saint Florent l'apôtre de la vallée de la Bruche. L'ancien évêque de Nevers aurait ainsi parcouru les vallées du Giessen de la Lièpvrette et de la Weiss pour tenter de convertir les habitants de souche gallo-romaine qui peuplaient alors la région, avant l'arrivée des Alamans. Une autre légende, rapportée par Victor Kuentzmann, instituteur et historien local de Lièpvre au siècle dernier, affirme que saint Déodat aurait rencontré l'ermite Bobolino et lui demanda de fonder un ermitage sur la commune de La Vancelle avant qu'il rejoigne Breitenau. Cet ermitage connu sous le nom de Bobolinocella est mentionné dans le diplôme de Charlemagne en 774 dans lequel il énumère les biens qu'il donne à l'abbé Fulrad. Dans le val de Villé, la tradition veut que le saint, après avoir fondé Ebersmunster (une pure légende, comme on l'a signalé) se soit retiré à Breitenau. De fait, ce village a placé son église sous le patronage du "Bonhomme", une chapelle et une source portent son nom, un rocher porte les traces de sa crosse et des sabots de son âne. Chassé par les paysans, l'ermite aurait quitté Breitenau pour fonder un monastère sur l'autre versant des Vosges. La tradition, attachante certes, ne repose sur aucun fait historique avéré d'autant que Wilra mentionné dans la légende du saint se révèle être Meiwihr, entre Ammerschwihr et Ingersheim et non Villé.

### La période carolingienne

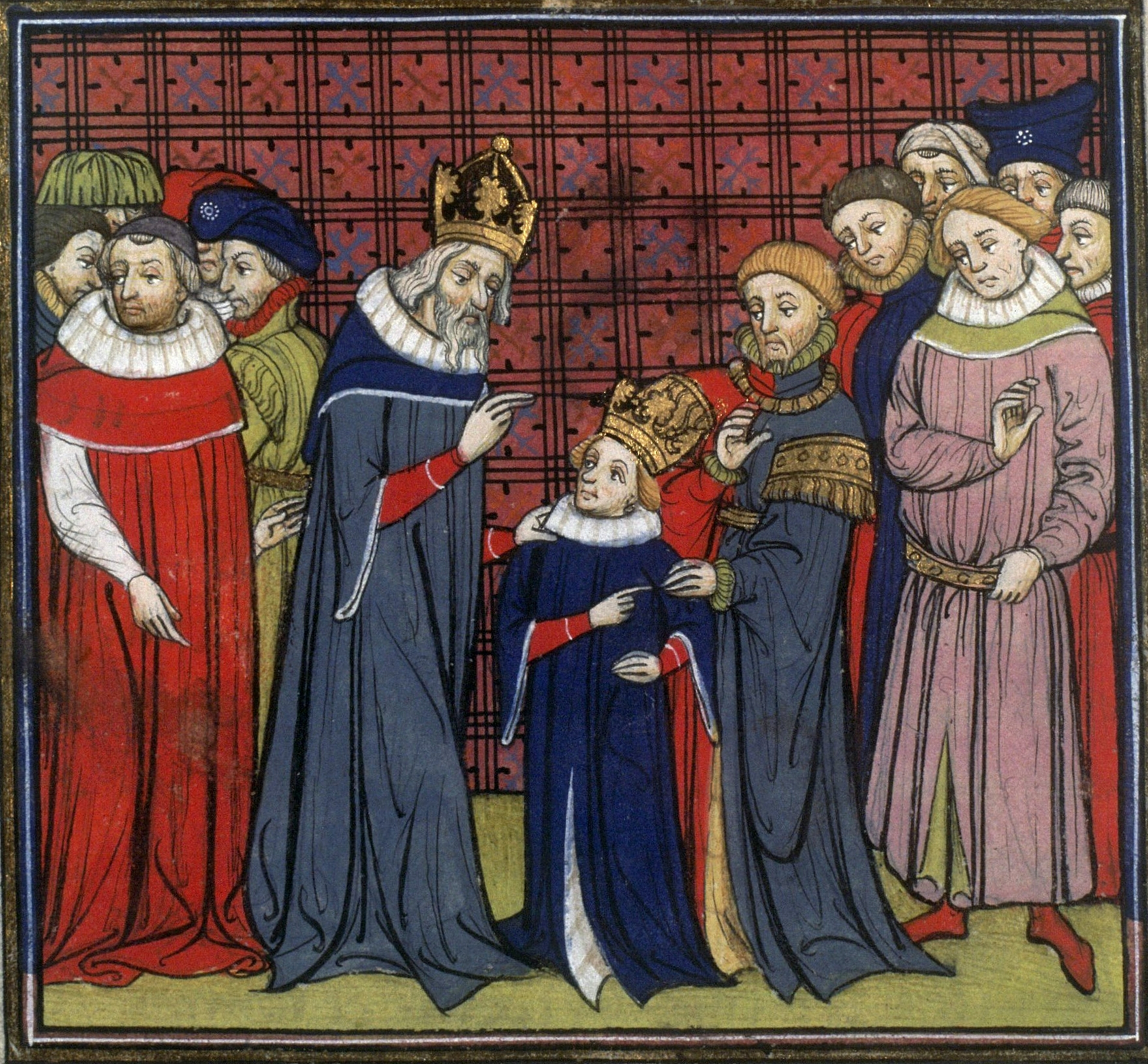
Charlemagne et son fils Louis le Pieux – Source : Grandes Chroniques de France, France, Paris (BnF Français 73, fol. 128v).

Sous Charlemagne, l'Alsace jouit d'une relative tranquillité, mais les troubles éclatèrent dans l'empire sous Louis le Débonnaire qui furent funestes ainsi qu'à l'Alsace. C'est dans les environs de Colmar, dans une plaine qui a conservé le nom de Champ du Mensonge, que le successeur de Charlemagne, abandonné de son armée, tomba  au pouvoir de ses fils rebelles Lothaire Ier, Pépin et Louis. Le faible empereur fut enfermé dans un monastère à Soissons mais Lothaire Ier, élu à sa place, s'attira bientôt, par son despotisme et sa cruauté, l'animadversion de ses frères, qui le forcèrent à libérer leur père et à se démettre en sa faveur de la dignité royale. Après les serments de Strasbourg (14 février 842) et le partage de Verdun (843), l'Alsace revient à Lothaire Ier.  En 870, au traité de Meerssen, l'Alsace est rattachée à la Francie orientale, la future Germanie, qui deviendra le Saint-Empire romain germanique.
Mais à la mort du fils de Lothaire, Charles le Chauve et Louis le Germanique s'emparèrent de son héritage et se le partagèrent. Le dernier ayant obtenu l'Alsace, cette province fut ainsi détachée de l'empire franc. Sous les successeurs de ces deux princes, la possession de l'Alsace et de la Lorraine donna lieu à plusieurs guerres, auxquelles Henri Ier, l'Oiseleur, vint mettre un terme en réunissant ces deux pays à l'empire germanique en 925. Immédiatement après cette réunion, les Hongrois ravagèrent l'Alsace en 916, puis à nouveau en 926 en y commettant les plus horribles excès et en pillant et détruisant plusieurs couvents dont celui de Murbach ou encore de Honau.

### Le millénaire
La fin du millénaire reste particulièrement obscure pour les historiens locaux. Après la suppression du duché d'Alsace au VIIIe siècle, la région passe aux premiers souverains carolingiens. Après le serment de Strasbourg (14 février 842) et le partage de Verdun (843), l'Alsace de revient à Lothaire Ier. En 870 au traité de Meerssen, l'Alsace est rattachée à la Francie orientale, la future Germanie, qui deviendra le Saint-Empire romain germanique. Entre-temps, en 957, les Hongrois ont incendié Bâle et pillé la Rhénanie. Dix ans plus tard, une nouvelle invasion touche la région. Murbach, Moyenmoutier, Saint-Dié, Étival et bien d'autres couvents sont pillés et ruinés. Il est probable que les hordes d'envahisseurs ont traversé le val de Villé sur la route de l'Alsace pour commettre leurs méfaits de l'autre côté des Vosges. La tradition locale veut d'ailleurs que le nom de l'Ungersberg rappelle le passage des cavaliers magyars.

### Le val de Villé rattaché à la Souabe

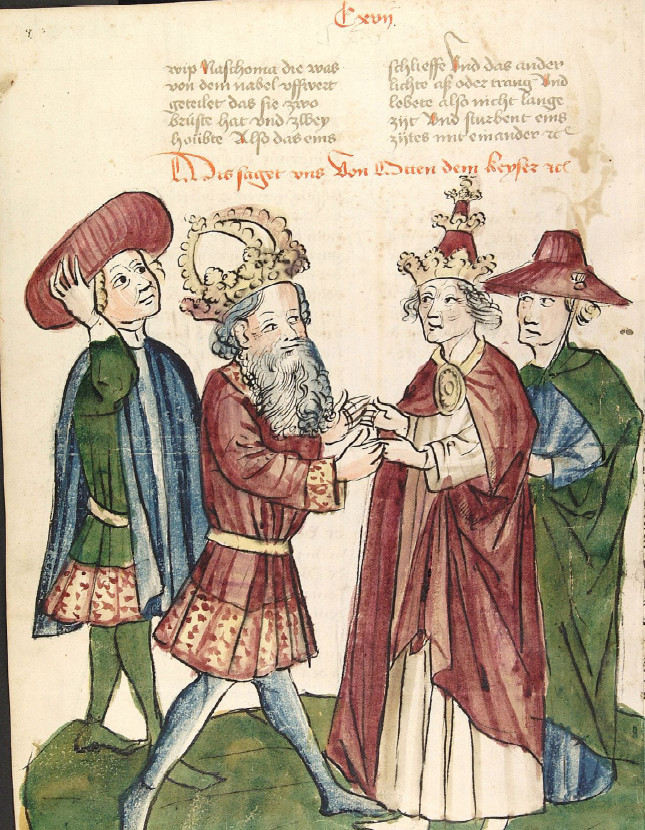
Otton Ier et le pape Jean XII, miniature de 1450.

Le saxon Othon Ier est couronné à Rome en 962 par le pape Jean XII restaure l'Empire sous le nom de Saint-Empire romain germanique. Le val de Villé est rattaché comme d'ailleurs toute l'Alsace, à la Souabe. Marqué par le souvenir des invasions et les souffrances endurées dans la région, l'approche du millénaire fait craindre de nouveaux soubresauts pour une importante partie de la population. Certains prédisent même la fin du monde. L'absence de conflit au XIe siècle peut laisser supposer que la période qui s'ouvre est celle du renouveau économique, mais la réalité est toute différente. Ce siècle sera marqué par une multitude de conflits armés entre potentats locaux. Si ces guerres ne laissent pas de traces dans les livres d'histoire, elle feront malheureusement autant de victimes et de dégâts que les grandes confrontations. Faits significatifs, beaucoup de familles nobles construisent à cette époque leurs demeures fortifiées, voire des châteaux pour se faire la guerre entre eux ou la faire au roi.

### La celle de Saint-Pierre-Bois
Il n'existe, jusqu'à preuve du contraire, aucune source écrite concernant la celle monastique et son sanctuaire sous le vocable de saint Pierre et que beaucoup supposent situés sur la colline qui porte plus tard l'église et le pèlerinage de Saint Gilles. Saint-Pierre "près du bois" ou "l'église du bois de Saint-Pierre", c'est-à-dire appartenant à Moyenmoutier, aurait desservi le hameau portant son nom, Hunschwiller (disparu), Hohwart et "Thanwiller". On sait par contre que Moyenmoutier a été doté dans la seconde moitié du Xe siècle (chronique d'Ebersmunster dixit) de ces terres alsaciennes du val de Villé.  Le curé Kramer, dans son manuscrit évoque l'hypothèse que Saint-Pierre-Bois aurait bénéficié de ce mouvement de création de multiples « cellules-chapelles » gravitant autour de l'abbaye (origine des localités de Saint-Blaise, Hurbache, Ban-de-Sapt, Saint-Jean-d'Ormont sur le versant lorrain). Aucun document majeur ne vient pour le moment confirmer l'hypothèse d'une celle sur les hauteurs de Saint-Pierre-Bois.

### L'abbaye de Honcourt

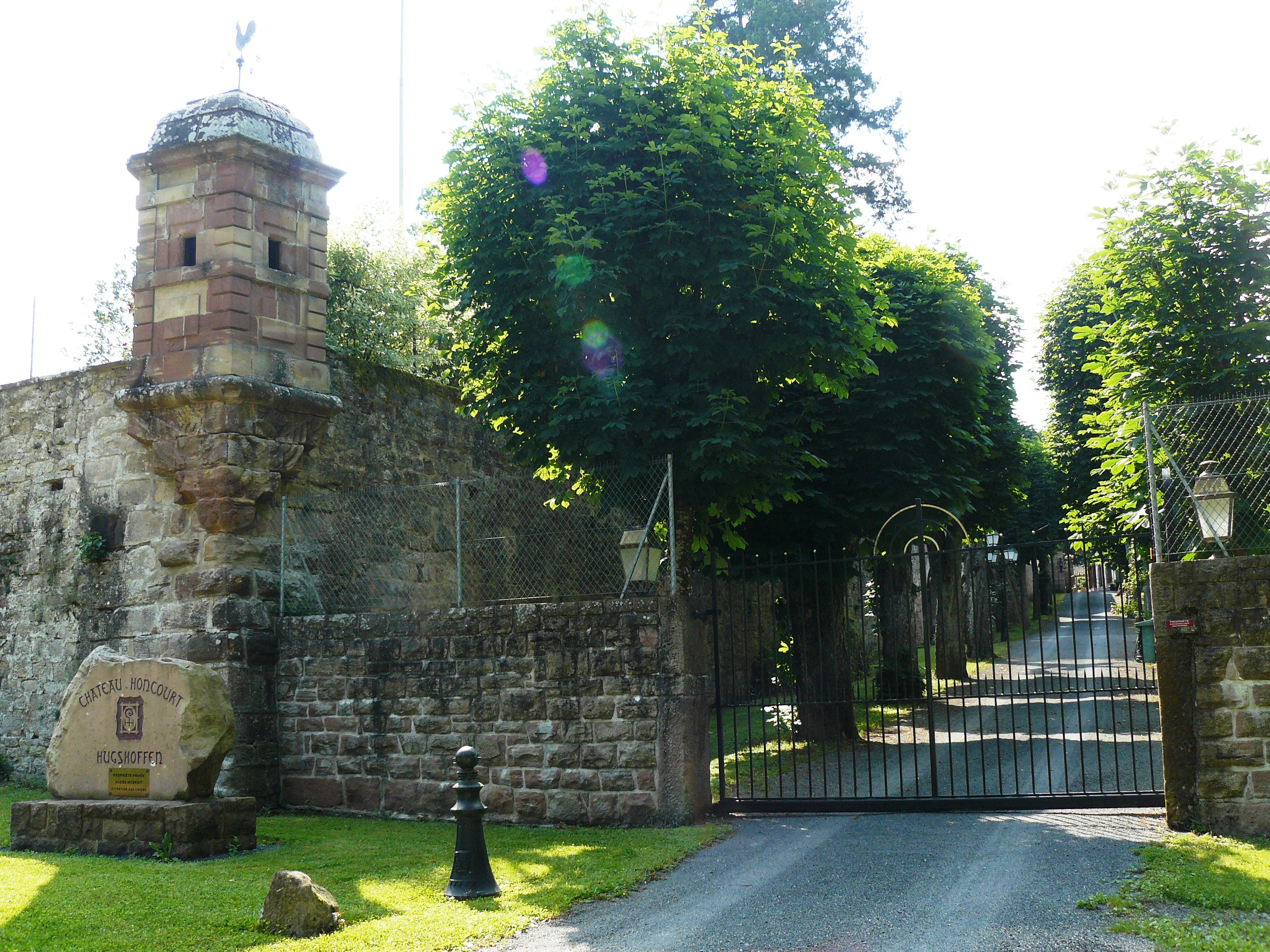
Ancien emplacement où se trouvait avant la Révolution l'abbaye de Honcourt aujourd'hui baptisé le château de Hugshoffen.

L'abbaye bénédictine de Honcourt, située à l'ombre du Klosterwald près de Saint-Martin, ne conserve que peu de traces de la construction primitive. Il subsiste encore les murs de l'enceinte extérieure, en partie remaniés sur le côté nord et ouest. Quelques vestiges lapidaires ornent encore l'intérieur de ce qui fut appelé ultérieurement le « château de Honcourt ». La tradition veut que l'abbaye ait été fondée en l'an 1000. Là aussi, aucun document ne vient conforter cette affirmation. Une charte datée de 1061 confirme que Honcourt existe bien à cette date. Une bulle authentique du pape Innocent II, datée de Pise le 10 juin 1135, adressée à l'abbé Conrad (premier abbé connu), confirme à Honcourt ses titres et privilèges. Deux autres chartes datées de 1120 et de 1162 sont, par contre, des faux dus au même faussaire. Plusieurs hypothèses ont été formulées sur la fondation et l'identité du fondateur. D'après plusieurs sources du XIIe siècle, un certain Werhner fit ériger sur l'emplacement d'un ancien domaine rural d'un dénommé Hugo un couvent placé sous le vocable de saint Michel : Hugonis curia-Honcourt.

### Le Frankenbourg

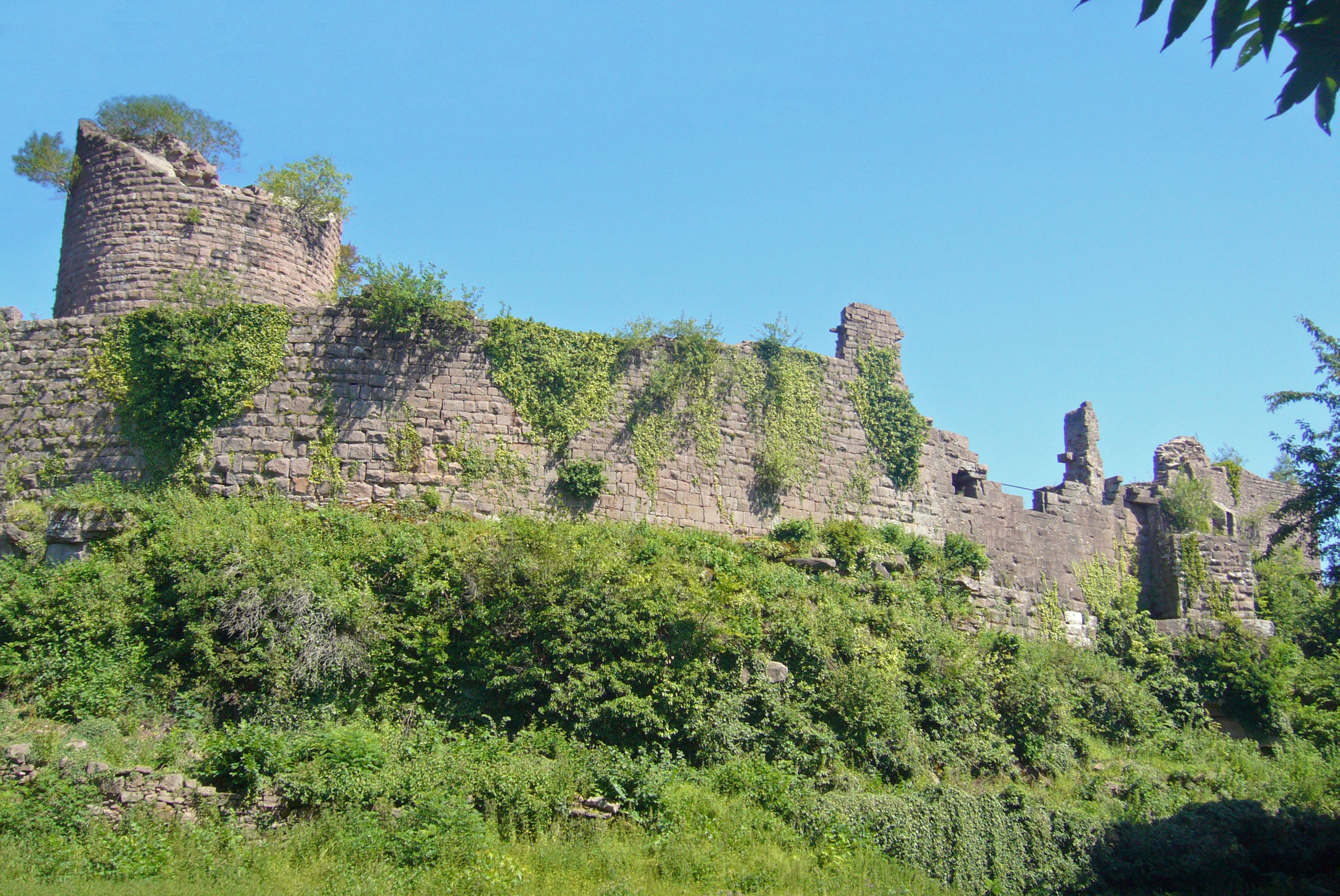
Vue extérieure sur la ruine du château du Frankenbourg.

Le château du Frankenbourg se dresse sur le massif du Schlossberg. Dominé par un énorme rocher de grès, l'enceinte protohistorique du piton fortifié domine la jonction de la vallée Albertine avec le val de Lièpvre. En face s'étend la plaine rhénane limitée à l'horizon oriental par le ruban bleu de la Forêt-Noire. Cet observatoire avait déjà attiré, après les Celtes, les stratèges romains pur y établir un de leurs postes d'observation. L'origine du château demeure obscure. La première mention de l'édifice remonte à 1143 dans un faux acte dans lequel le duc de Souabe et d'Alsace Frédéric II dit le Borgne (1105-1145) confirme une donation faite par son père Frédéric de Büren et ses oncles Otto, Konrad et Walter au prieuré de Sainte Foy « Quant à la forêt qui est dans les montagnes et à partir du ruisseau appelé Sulzbach qui sépare le ban de Sainte-Foy de Sélestat de celui du comte de Frankenbourg [...] ». La construction est certainement antérieure à 1143 et remonte peut-être au siècle précédent. Frédéric de Büren (1020-1053) épouse alors Hildegarde († 1094) que l'on suppose être, sans aucune certitude, la petite fille de Hildegarde d'Eguisheim, sœur du pape Léon IX. La princesse de Lorraine lui apporte en dot d'importants domaines alsaciens, dont Sélestat et Fouchy comme dépendance. Après son veuvage, elle fait élever en 1087 une chapelle sur les terres de Sélestat, puis, peu avant sa mort, fonde avec ses fils Otto, évêque de Strasbourg, Konrad et Walter de Hohenstaufen le prieuré de Sainte-Foy. D'un autre côté, Frédéric de Saarbrücken s'allie à une héritière de la maison de Franconie. Son fils, Sigebert est le premier comte de Frankenbourg connu. On ignore commet il est devenu propriétaire de la forteresse et versant sud de la vallée, le futur Grafenbann, le comte-ban.

### Le Bilstein d'Urbeis

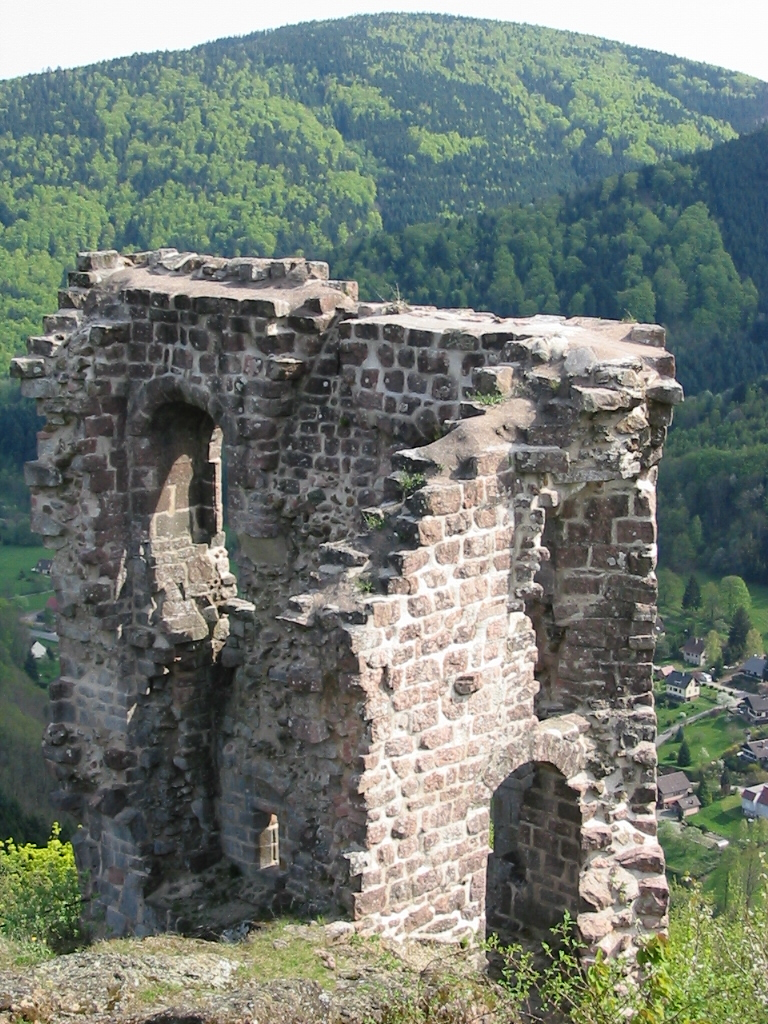
Ruines du Bilstein lorrain.

Au fond de la vallée d'Urbeis se dresse sur un véritable piton rocheux le château du Bilstein, sentinelle qui veille sur l'antique route menant au val de Galilée. On ne sait pratiquement rien sur les origines de cette forteresse dont le puissant donjon s'appuie sur des pierres à bosses en grès rose. D'après son architecture, le Bilstein pourrait être daté de la première moitié du XIIIe siècle, peut-être de la fin du XIIe siècle. Il a pu être construit soit par les seigneurs de l'Abrechtsal (les Hürningen ou les Habsbourg selon l'époque) et confié soit à un chevalier, soit à une famille noble autochtone qui en aurait pris le nom. On connaît en tout cas un Burkhard von Bilstein, cité au milieu du XIIIe siècle. Le château passe ensuite aux Habsbourg.

### Le château de Thanvillé

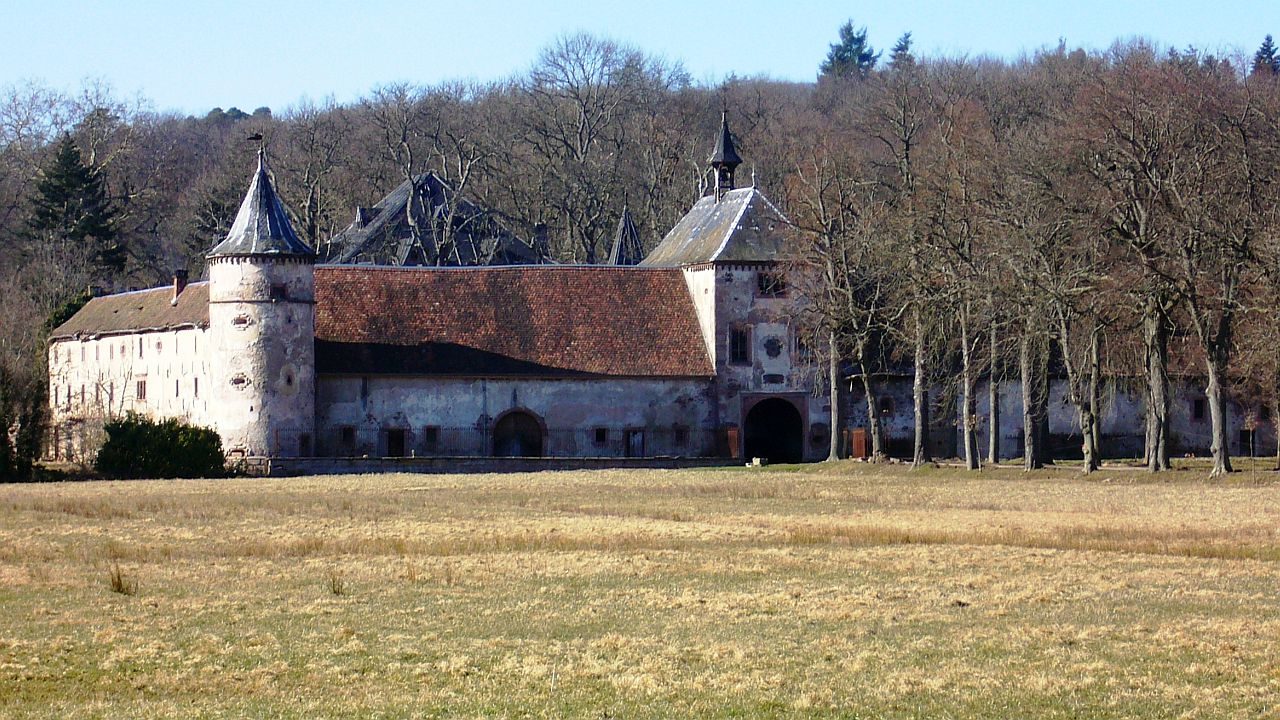
Château de Thanvillé.

L'histoire et l'origine du château de Thanvillé reste incertaine. Selon la chronique de l'abbaye d'Ebersmunster, ainsi que celle de Moyenmoutier, les deux abbayes se voient doter de possessions dans le secteur de Saint-Maurice-Thanvillé-Saint-Pierre-Bois. Une charte de 1022 confirme la possession « de la chapelle dédiée à saint Maurice, située près de Tanwilre ». Ce document, sans doute un faux, qualifie Thanvillé de villula, petite exploitation agricole. Thierry II de Lorraine, fils de Gérard d'Alsace, premier duc héréditaire, se voit disputer la succession de Lorraine par Thierry de Bar. Il en résulte une guerre civile, gagnée par le duc de Lorraine, avoué de Moyenmoutier. C'est en 1089 que le comte Hugo d'Eguisheim construit à Thanvillé une place forte, qualifiée de castrum par le chroniqueur lorrain, Jean de Bayon. La construction du château est très certainement liée à la Querelle des Investitures. Le moine Jean de Bayon attribue « au parti des nobles », c'est-à-dire aux adversaires de l'empereur Henri IV, Hugo d'Eguisheim par exemple. Dans ces évènements, Thierry de Lorraine et l'évêque de Strasbourg, Otto de Hohenstaufen prennent fait et cause pour l'empereur.

## Histoire de l'Albrechtstal
L'Albrechtstal s'étend sur la rive gauche de la Scheer. Ce n'est pas tant cette rivière que l'importance et ancienne route du Sel qui constitue l'épine dorsale de la seigneurie. Celle-ci s'étend vers le Piémont vosgien et la plaine à l'est (Scherwiller, Dieffenthal), s'oriente vers le bourg de Villé, flanqué de Triembach-au-Val, Albé, Bassemberg et au fond de leurs vallons, Lalaye, Charbes-Mittelscheer et Urbeis. Dans la vallée du Muhlbach se développe Saint-Martin, paroisse-mère voisine de Honcourt, avec ses filiales de Breitenbach, Maisonsgoutte et Steige. La seigneurie de l'Albrechtstal suit la route du Sel par-delà le col de Steige où elle s'étend sur Ranrupt (Roschbach), Colroy (Kohlrain), Bourg-Bruche (Brush) et Saales (Seel) où la via Salinatorum atteint les terres de l'abbaye de Senones.

### Les Hürningen
Les travaux de l'historien Hans Jänichen sur les origines des seigneurs de Hürningen nous apportent un éclairage nouveau sur cette famille et sur la fondation de l'abbaye de Honcourt, e s'inscrivent en faux face aux hypothèses fantaisistes souvent tirées de documents contrefaits ou incertains. Le plus ancien document authentique date de 1061. Volmar, avoué du couvent, et son épouse Heilicha font un don de Honcourt à l'évêché de Strasbourg. Volmar est le fils de Werner et de Himiltrud sa conjointe, fondateur du couvent en l'an 1000. Werner et Volmar sont les ancêtres directs des Hürningen. Comme témoins de la dite donation signent les comtes Cuno, Lütold, Rudolf et Egino, quatre frères de la famille comtale d'Achalm qui cultivent d'excellentes relations avec la ville de Strasbourg dont un cinquième frère, Werner, est évêque de 1065 à 1077. Ces deux familles sont parentes et héritières de la vallée d'Aubry, l'Alberichstal.

### Sites naturels

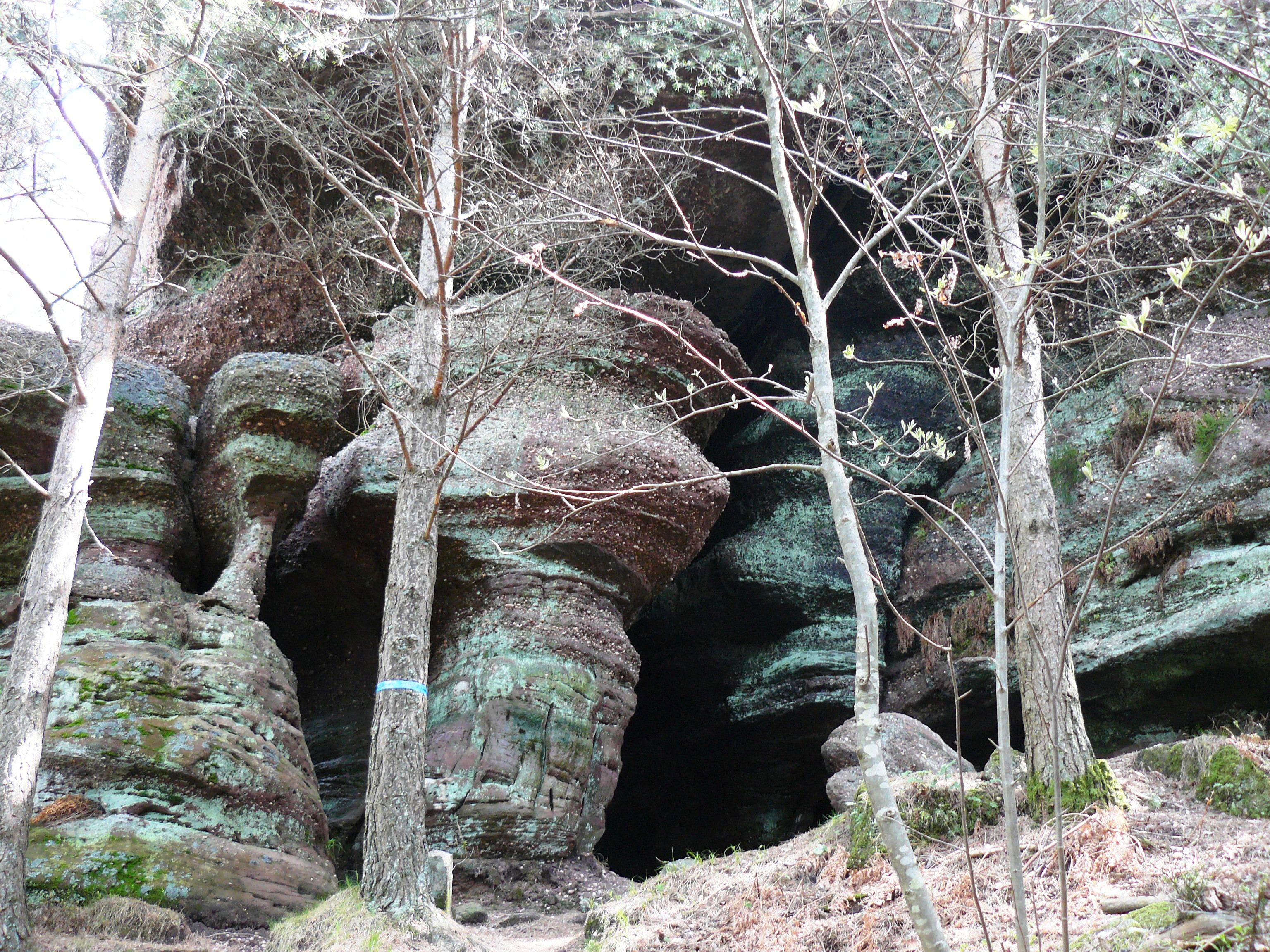
La roche des Fées (en allemand Hexenfelsen) – Altitude : 777 mètres.

## Lieux et monuments

### Patrimoine architectural
- Maison du Val de Villé